# Leo Schelbert
Leo Schelbert (* 16. März 1929 in Kaltbrunn, heimatberechtigt in Steinen; † 30. März 2022 in den Vereinigten Staaten) war ein Schweizer Historiker. Er erforschte die Schweizer Auswanderungsgeschichte und veröffentlichte seine Ergebnisse sowohl in deutscher wie auch in englischer Sprache.

## Leben
Leo Schelbert wuchs als viertes von elf Kindern in Kaltbrunn im Kanton St. Gallen auf. Ein älterer Bruder war Georg Schelbert. Von 1938 bis 1943 half er einem Onkel auf einem Bergbauernhof oberhalb von Ilanz. Ab 1943 besuchte er das Gymnasium Immensee, wo er 1948 mit der Matura abschloss. Anschliessend folgte das katholische Missionsseminar Schöneck. Seine Priesterweihe erfolgte 1955, womit er Mitglied der Missionsgesellschaft Bethlehem wurde. Er war von 1955 bis 1959 als Gymnasiallehrer am Progymnasium Rebstein tätig. Dann wanderte er in die USA aus und studierte amerikanische Geschichte an der von Jesuiten geführten Fordham University in New York City mit einem Master-Abschluss im Jahr 1960. Er setzte sein Geschichtsstudium an der Columbia University fort und promovierte 1966 als Ph.D. Nach seiner Heirat mit Virginia Branin erfolgte sein Austritt aus der Missionsgesellschaft Bethlehem im Februar 1965.
Schelbert sah sich selbst nicht als Auswanderer, sondern als Schweizer, der seine Heimat aus beruflichen Gründen verlassen hat. Die US-amerikanische Staatsbürgerschaft nahm er nicht an. Er hinterliess eine amerikanische Ehefrau und vier Kinder mit ihren Familien in den USA.

## Wirken
Nach seiner Promotion lehrte er von 1963 bis 1969 an der Rutgers University in Newark. Für kurze Zeit kehrte er für Forschungen in die Schweiz zurück. Dann nahm er 1971 eine Berufung an die University of Illinois in Chicago an. Dort arbeitete er bis zu seiner Emeritierung 2003 auf dem Spezialgebiet der Einwanderung in die USA.
Von 1975 bis 1980 war Schelbert Präsident der Swiss American Historical Society (SAHS). Ausserdem war er Redaktor der SAHS-Review.
Dem Aufbau der Neuen Welt in den USA durch Siedler aus Europa setzte er die Dezimierung der indianischen Stämme und deren Kultur entgegen. Als Auslandschweizer trug er zum gegenseitigen Verständnis zwischen den zwei verschiedenen und doch verwandten Kulturen der USA und der Schweiz bei. Seine Forschung beschränkte sich nicht auf die USA. So deckte er frühzeitig auf, dass Schweizer in der Mission, im Handel oder im Soldwesen in vielen Teilen der Welt in koloniale Systeme verstrickt waren.
Schelberts Besuch im Ortsmuseum Kaltbrunn gab 2012 den Anstoss für eine Ausstellung über das Auswanderungswesen der Region mit dem Titel Reisebüro Linth.

## Auszeichnungen
- 1986: Ellis Island Medal of Honor
- 2006: Auslandschweizer des Jahres

## Veröffentlichungen
- mit Hedwig Rappolt: Alles ist ganz anders hier. Schweizer Auswanderungsberichte des 18. und 19. Jahrhunderts auf dem Gebiet der heutigen Vereinigten Staaten. Walter-Verlag, Olten 1977, 484 S., ISBN 3-53073-030-0.
- mit Heinz Nauer: Einsiedeln elsewhere – immigrants and their descendants in Louisville, Kentucky. Verlag Egg, 2018, ISBN 978-3-033-06689-2.
- Von der Schweiz anderswo. Historische Skizze der globalen Präsenz einer Nation. Limmat-Verlag, Zürich 2019, ISBN 978-3-85791-878-0.
- Historical Dictionary of Switzerland. 2. Aufl. Rowman & Littlefield, 2014, 582 S., ISBN 978-1-44223-351-5.
- mit Susann Bosshard-Kälin: Nach Amerika. Lebensberichte von Schweizer Auswanderern. Limmat-Verlag, Zürich 2014, ISBN 978-3-85791-710-3.
- Einführung in die schweizerische Auswanderungsgeschichte der Neuzeit. In: Schweizerische Zeitschrift für Geschichte 16. Leemann-Verlag 1976, 443 S.
- Switzerland under siege. Picton, Rockport, Maine 2000, ISBN 0-89725-414-7.